# Natore Sadar
Natore Sadar (en bengali : নাটোর সদর) est une upazila du Bangladesh dans le district de Natore. En 1991, on y dénombrait 369 136 habitants.

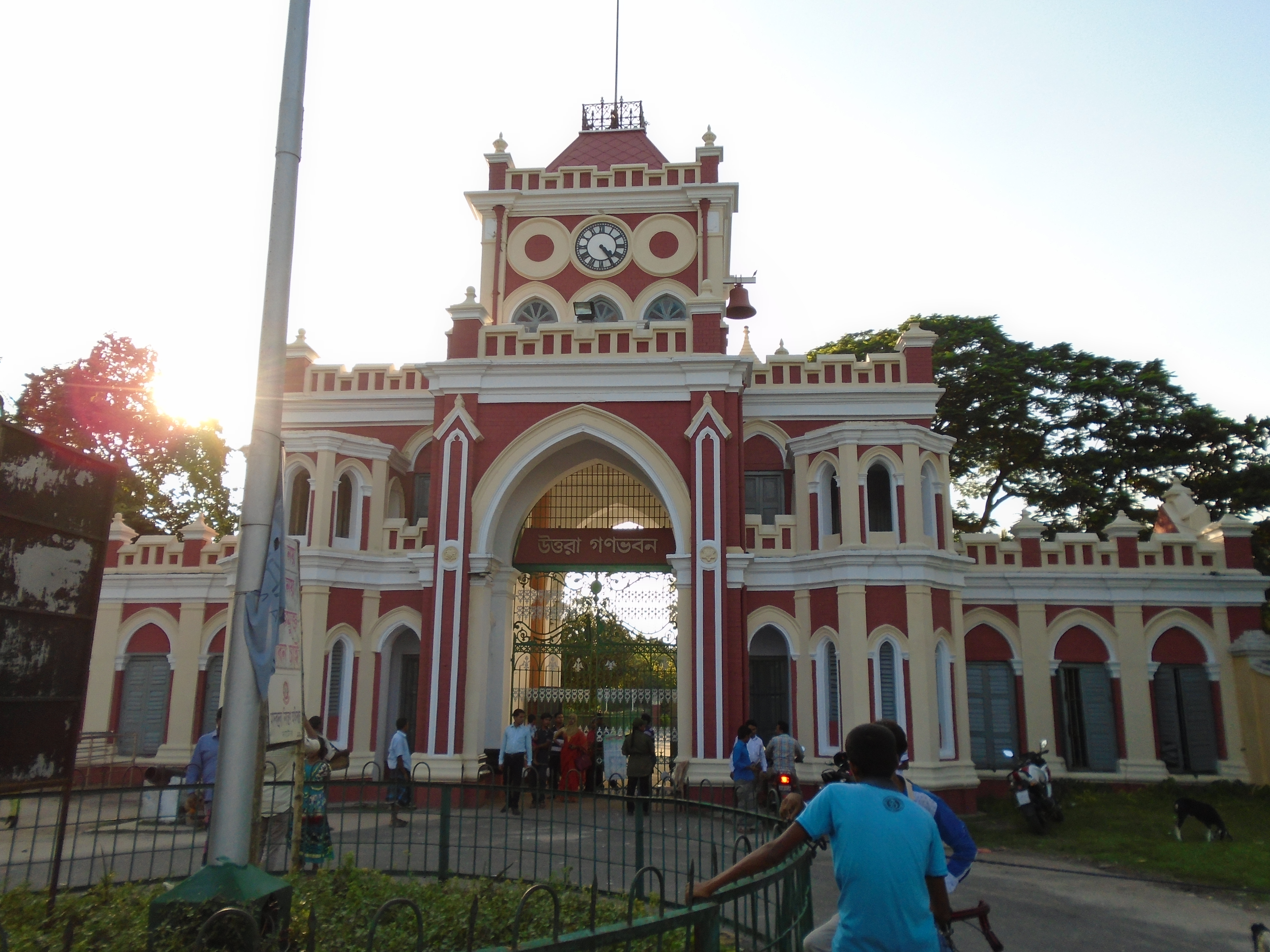
Porte principale d'Uttara Ganabhaban